# Nicole Shanahan

Logo der Robert F. Kennedy Jr./ Nicole Shanahan-Präsidentschaftskampagne 2024

Nicole Ann Shanahan [nɪˈkoʊl ˈʃænəhæn] (geboren 26. September 1985 in Oakland, Kalifornien) ist eine US-amerikanische Unternehmerin, Anwältin, Philanthropin und Politikerin. Sie wurde von Robert F. Kennedy Jr. in seiner unabhängigen Präsidentschaftskampagne 2024 als seine Kandidatin für das Amt der Vizepräsidentin nominiert.

## Leben
Shanahan wuchs in Oakland auf. Die Mutter war eine chinesische Einwanderin und ihr später verstorbener Vater ein deutsch-irischer Amerikaner, der an bipolarer Schizophrenie litt und infolgedessen mit Drogenmissbrauch kämpfte. Da beide Elternteile während der meisten Zeit ihrer Kindheit arbeitslos waren, war die Familie auf öffentliche Unterstützung angewiesen.
Shanahan machte ihren Abschluss an der University of Puget Sound, wo sie Asienwissenschaften, Wirtschaftswissenschaften und Mandarin studierte. Vor ihrem Jurastudium, das sie mit dem Master an der Santa Clara University School of Law abschloss, arbeitete sie als Anwaltsgehilfin und Patentspezialistin, letzteres bei der RPX Corp. Sie war Stipendiatin am CodeX, Stanford Center for Legal Informatics der Stanford Law School. 2014 gründete sie das Unternehmen ClearAccess IP, das künstliche Intelligenz zur Optimierung des Patentverfahrens einsetzt. Shanahan verkaufte das Unternehmen 2020 an IPwe.
2019 gründete sie ihre private Stiftung, die Bia-Echo-Foundation. Ihre Fördertätigkeit konzentriert sich auf die „feministische Sache“, der Verlängerung der reproduktiven Lebensdauer von Frauen, auf eine links-progressive Strafrechtspolitik, um „die Ära der Masseninhaftierung zu beenden, die Diskriminierung aufgrund des Geschlechts, der Rasse oder der sozioökonomischen Klasse zu beseitigen und mehr Gerechtigkeit in das Strafrechtssystem zu bringen“, sowie auf die Bekämpfung des Klimawandels und die „globale Klimagerechtigkeit“ durch regenerative Landwirtschaft.

## Politik

### Erste Schritte
2020 war Shanahan Mitveranstalterin einer Benefizveranstaltung für Pete Buttigieg für dessen Präsidentschaftswahlkampf. Außerdem unterstützte sie die Kandidatur von Marianne Williamson, die ebenfalls 2020 kandidierte. Sie spendete 25.000 Dollar für den Biden Victory Fund im Jahr 2020. Ebenso unterstützte sie Hillary Clinton und Ro Khanna finanziell bei deren Wahlkämpfen.

### Kandidatur als Vizepräsidentin 2024
Shanahan machte ihre Beteiligung an der Präsidentschaftskampagne von Robert F. Kennedy Jr., und den ihn unterstützenden Super PAC American Values 2024 am 11. Februar 2024 mit der Ausstrahlung eines Spots während der Halbzeitpause des Super Bowl öffentlich: Von den Gesamtkosten des Werbespots in Höhe von 7 Millionen US-Dollar trug Shanahan 4 Millionen US-Dollar (3,7 Millionen Euro) bei.
Shanahan, die Mitglied der Demokratischen Partei ist, erklärte im März 2024 gegenüber Newsweek, dass sie von der Partei desillusioniert sei, weil sie einen Mangel an Fortschritten bei Umweltfragen und der Kindergesundheit sah und die Partei dazu beigetragen habe, eine Staatsverschuldung von 34 Billionen Dollar anzuhäufen und keine Strategie zur Sicherung der Südgrenze der USA habe. „Mein Plan ist es, die Partei zu verlassen, und das nehme ich nicht auf die leichte Schulter“, so Shanahan gegenüber Newsweek. „Ich dachte immer, die Demokraten seien die Partei des Mitgefühls und der Arbeiterklasse, und dass schrittweise Hilfe das Leben der Menschen verändern könnte.“
Ihre Kandidatur für das Amt des Vizepräsidenten wurde von Mediaite am 16. März 2024 gemeldet und von Kennedy am 26. März bestätigt.
Viele Medien sahen vor allem die finanziellen Ressourcen, die Shanahan in den Wahlkampf einbrachte, als Grund Kennedys, Shanahan auszuwählen. Als Kandidatin für das Amt der Vizepräsidentin war Shanahan berechtigt, unbegrenzte Summen direkt der Kampagne zu spenden. Dies hätte Kennedys Bestreben ermöglicht, in allen 50 Bundesstaaten wählbar zu sein. Laut seinen Angaben hätte dies die Kampagne 15 Millionen Dollar gekostet. „Ich kann mich nicht an Fälle erinnern, in denen der Vizepräsidentschaftskandidat ein wichtiger Spender war“, kommentierte Joel Goldstein, Professor an der Saint Louis University School of Law Ende März 2024 eine erneute Spende Nicole Shanahans unmittelbar am Folgetag ihrer Ankündigung als Vizepräsidentschaftskandidatin durch Kennedy. So wurden im März inklusive Shanahans Spende 5,4 Millionen Dollar gesammelt. Shanahan trat nur selten bei Wahlkampfveranstaltungen auf und gab nur selten Interviews für Mainstream-Medien. Ihr erster Soloauftritt im Wahlkampf war eineinhalb Monate, nachdem Kennedy sie zu seiner Kandidatin ernannt hatte.
Am 20. August 2024 sagte Shanahan in einem Interview mit dem Podcast-Moderator Tom Bilyeu, dass die Kennedy-Kampagne Gespräche mit der Trump-Kampagne geführt habe und dass sie und Kennedy darüber nachdächten, aus dem Rennen auszusteigen und sich mit Trump „zusammentun“ sollten. Sie deutete an, dass die Kampagne keine realistische Aussicht auf einen Sieg bei den allgemeinen Wahlen habe, dass „wir Stimmen von Trump abziehen“ und dass, wenn Kennedy im Rennen bliebe, sie „das Risiko eingehen“ würde, die demokratische Präsidentschaftskandidatin Kamala Harris zu unterstützen. Kennedy und Shanahan setzten ihre Kampagne zwei Tage später aus und unterstützten Trump.
Als Kennedy im August 2024 aus dem Rennen ausschied, hatte die Kennedy/Shanahan-Kampagne nur in 16 der 50 Bundesstaaten Zugang zu den Wahllisten erlangt (was 140 der 538 Wahlmännerstimmen entsprach). Die Bemühungen der Kennedy-Kampagne, in den wichtigsten Bundesstaaten auf die Wahlzettel zu kommen, wurden von republikanischen Megasponsoren und Schwarzgeldorganisationen unterstützt. In einigen Bundesstaaten verfolgte die Kampagne unkonventionelle Strategien, um auf die Wahlzettel zu kommen, wie etwa die Gründung neuer politischer Parteien oder die Zusammenarbeit mit bestehenden kleineren Parteien. So versuchte beispielsweise die Libertarian Party of Colorado, Kennedy und Shanahan auf dem Wahlzettel zu platzieren und damit die nationale Libertarian Party mit Chase Oliver und Mike ter Maat als Kandidaten zu verdrängen, was jedoch nicht gelang.

### Politische Positionen
Während sie klarstellte, dass sie „keine Impfgegnerin“ ist, hat Shanahan ihre Unterstützung für Kennedys Anti-Impfkampagne zum Ausdruck gebracht und stellt den wissenschaftlichen Konsens über die Sicherheit und Wirksamkeit von Impfungen in Frage.
Ebenso kritisiert sie die In-vitro-Fertilisation, während sie gleichzeitig alternative Forschung zur Verlängerung der reproduktiven Jahre von Frauen finanziert. Nicole Shanahan prangert die In-vitro-Fertilisation seit Jahren an und bezeichnet sie als „eine der größten Lügen, die heute über die Gesundheit von Frauen verbreitet wird“.
Während ihres Wahlkampfes 2024 griff Shanahan eine verschwörungstheoretische Rhetorik auf, die in der QAnon- und christlich-nationalistischen Bewegung verbreitet ist, und behauptete, „dass die Regierung satanisch besessen sein könnte“ und dass „fast dämonische Kräfte unsere Behörden und unsere Kultur übernommen haben“. Sie kritisierte die Biden-Administration dafür, dass sie der Ukraine militärische Hilfe gewährt hat. Sie nannte den ultrakonservativen US-Abgeordneten Thomas Massie als eines ihrer „Lieblings“-Mitglieder im Kongress.

## Privates
2014 heiratete Shanahan Jeremy Asher Kranz, einen Investor und Finanzmanager aus der San Francisco Bay Area; dieser reichte jedoch bereits nach 27 Tagen die Scheidung ein.
Shanahan war von 2018 bis zu ihrer Scheidung 2023 mit Google-Mitbegründer Sergey Brin in zweiter Ehe verheiratet. Im Scheidungsverfahren, das 2023 abgeschlossen wurde, forderte Shanahan über eine Milliarde Dollar von Brin. Die endgültige Aufteilung des Vermögens wurde nicht bekannt gegeben.
Aus dieser Ehe hat sie eine autistische Tochter. Sie fördert als Mäzenatin die Erforschung dieser Störung.
Im Jahr 2023 hielt Shanahan eine „Liebeszeremonie“ mit Jacob Strumwasser ab, der Berater bei Lightning Labs, einem Bitcoin-Softwareunternehmen, ist. Sie beschrieb das Ereignis als eine Handfasting-Zeremonie, die von der druidischen Tradition beeinflusst war. Das Paar traf sich auf dem Burning Man Festival im Sommer 2022.